# ヨハン・カール・フリードリヒ・レルシュタープ
ヨハン・カール・フリードリヒ・レルシュタープ（Johann Carl Friedrich Rellstab, 1757年2月27日 - 1813年8月19日）は、ドイツの作曲家、作家、音楽出版者、音楽評論家。
レルシュタープはベルリンで活動し、ベルリンの音楽会に非常に影響力のあった人物であった。

## 生涯
幼少期にヨハン・フリードリヒ・アグリコーラに鍵盤楽器演奏を師事し、作曲をカール・フリードリヒ・クリスティアン・ファッシュに習った。彼は1779年に父の印刷業を継ぐことになった時には、ハンブルクのC.P.E.バッハの下で修業を継続しようと計画していた。音楽への興味があったため、レルシュタープは事業の方向性を音楽へ傾け、楽譜貸し出し業を開始（1783年）、楽譜出版の子会社を設立するなどした（1785年頃）。さらにその後は、楽器製作や音楽関連の備品の販売も行った。
レルシュタープの音楽作品には1曲の「テ・デウム Te Deum」、ミサ曲1曲、数多くのカンタータ、リート、ジングシュピール「Die Apotheke」などがある。
息子のルートヴィヒ・レルシュタープも音楽批評家・詩人であった。シューベルトはルートヴィヒの詩を基に「白鳥の歌」を作曲している。レルシュタープの長女のカロリーネ・レルシュタープ（1793年-1813年）はf‴に届く極めて広い声域で有名な歌手であった。彼女は1811年からブレスラウで歌っており、モーツァルトの「魔笛」の夜の女王役が特によく知られていた。